# 縣主 (中國)
縣主，為中國、朝鮮皇女、王女、宗女的位號，始於中國東漢。

## 中國
- 東漢：公主以縣名為封號[1]，因此稱為縣公主。
- 劉宋：王之女為縣主，並不得再稱公主，縣主成為獨立的封號[2]。宋孝武帝第十二女在465年被赐死后，由叔叔宋明帝追赠县公主，则是少见的例子。
- 晉朝：親王之女為縣主[3]。
- 北魏：親王之女為縣主[4]。
- 唐朝：親王之女封縣主[5]。
  - 定襄县主生母韋珪是唐太宗的贵妃，她非宗室女亦获封县主。
- 宋朝：親王、郡王之女封縣主[6][7]。北宋政和三年（1113年），宋徽宗更公主號為帝姬，並改縣主號為族姬，但北宋亡後遂廢。
- 金朝：親王之女為縣主[8]；同時皇女亦以縣名為封號，稱縣公主（不等於親王之女的縣主），如東漢故事，並訂三十個縣名作為皇女封號。
  - 金朝皇女封號：樂安、清平、蓬萊、榮安、棲霞、壽光、靈仙、壽陽、鐘秀、惠和、永甯、慶雲、靜樂、福山、隆平、德平、文安、福昌、順安、樂壽、靜安、靈壽、大寧、聞喜、秀容、宜芳、真寧、嘉祥、金鄉、華原[9]。
- 明朝：郡王之女為縣主[10]。
- 清朝：郡王、世子之女為縣主，稱「多羅格格」，居京師者俸銀110兩、祿米110斛，下嫁外藩者俸銀110兩、俸緞10匹[11]。

## 朝鮮
- 朝鮮王朝時，王世子庶女封縣主。